# Kernverschiebung
Als Kernverschiebung bezeichnet man eine Veränderung im Differentialblutbild hinsichtlich der Anteile verschiedener Entwicklungsstadien der neutrophilen Granulozyten, einer Untergruppe der weißen Blutkörperchen (Leukozyten). Sie kann in Richtung unreifer neutrophiler Granulozyten („Linksverschiebung“, früher auch „Arnethsches Blutbild“) oder reifer („Rechtsverschiebung“) auftreten. Als Pseudokernverschiebung oder Pelger-Huët-Anomalie wird die unzureichende Differenzierung des Zellkerns bezeichnet.
Im Fall einer Entzündung reagiert der Organismus mit einer Erhöhung der Leukozytenzahl (Leukozytose) insgesamt sowie der Zahl der Neutrophilen (Neutrophilie). In den ersten sechs bis elf Stunden erfolgt dies durch erhöhte Freisetzung dieser Zellen aus dem Knochenmark, der Bildungsstätte der Leukozyten. Nach zwei bis drei Tagen findet dann eine verstärkte Bildung von Neutrophilen im Knochenmark statt.

## Linksverschiebung

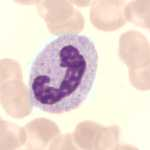
Stabkerniger neutrophiler Granulozyt

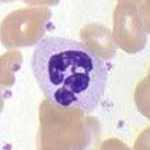
Segmentkerniger neutrophiler Granulozyt

Als reaktive Linksverschiebung bezeichnet man das vermehrte Auftreten von unreifen Neutrophilen. Dabei treten neben den funktionell reifen (sog. segmentkernige Neutrophile) vermehrt auch Vorstufen der Leukopoese wie stabkernige Neutrophile, Metamyelozyten oder Myelozyten auf. Dies geschieht durch überstürzte Freisetzung dieser noch unreifen Zellen infolge eines hohen Verbrauchs. Eine reaktive Linksverschiebung wird beispielsweise auch bei den meisten bakteriellen Infektionen im Differentialblutbild festgestellt.
Man unterscheidet zwei Formen der reaktiven Linksverschiebung:
- Bei der regenerativen Linksverschiebung ist die Anzahl der Stabförmigen (unreifen) tiefer als die Anzahl der Segmentkernigen. Die Gesamtzahl an Neutrophilen ist erhöht (Leukozytose).
- Bei der degenerativen Linksverschiebung ist die Anzahl der unreifen Zellen (Stabkernige) höher als die der Segmentkernigen. Die Neutrophilengesamtzahl ist verringert (Neutropenie) oder normal.[1]

Eine Linksverschiebung ohne Neutrophilie zeigt an, dass ein erhöhter Verbrauch dieser Zellen stattfindet, der nicht mehr vollständig durch Neubildung im Knochenmark gedeckt ist. In diesem Fall ist eine erneute Blutuntersuchung ratsam. Sind die Neutrophilen bei dieser zweiten Untersuchung erhöht und hat sich die Linksverschiebung wieder normalisiert, so ist die Prognose gut. Tritt jedoch eine Abnahme der Neutrophilen oder eine Verstärkung der Linksverschiebung auf, so ist eine sehr ernste Erkrankung die wahrscheinliche Ursache.
Eine pathologische Linksverschiebung bezeichnet eine Linksverschiebung, die bis hin zum Myeloblasten gehen kann, welche die unreifste Stufe der Granulopoese darstellen, zum reinen Proliferationskompartiment gehören und das Knochenmark unter physiologischen Umständen wegen ihrer vollständig fehlenden Abwehrkompetenz nicht verlassen. Die pathologische Linksverschiebung tritt vor allem bei primären Blutkrankheiten (Leukämien) auf und ist in der akuten Phase oft mit einer Leukozytose oder sogar einer Hyperleukozytose verbunden.

## Rechtsverschiebung
Bei einer „Rechtsverschiebung“ nehmen die gealterten Neutrophilen, sogenannte hypersegmentierte Neutrophile, zu. Dies kann durch eine verminderte Auswanderung der Neutrophilen aus den Blutgefäßen auftreten, z. B. durch Erhöhung der endogenen Produktion von Glukokortikoiden oder  der Verabreichung von als Entzündungshemmer eingesetzten Glukokortikoiden.